# Spirogyra Lake
Der Spirogyra Lake ist ein kleiner See auf Signy Island im Archipel der Südlichen Orkneyinseln. Er liegt 400 m südöstlich des Thulla Point.
Das UK Antarctic Place-Names Committee benannte ihn 1981 nach der Grünalgengattung Spirogyra, die in den antarktischen Sommermonaten in diesem flachen See anzutreffen ist.